# Geltwil
Geltwil là một đô thị trong huyện Muri thuộc bang Aargau ở Thụy Sĩ. Đô thị này có diện tích 3,28 km2.